# Třibřichy
Třibřichy település Csehországban, a Chrudimi járásban. Třibřichy Bylany, Chrudim, Rozhovice, Čepí és Dřenice településekkel határos. Lakosainak száma 286 fő (2024. január 1.).

## Népesség
A település lakosságának változását az alábbi diagram mutatja:
| Lakosok száma | 429  | 492  | 455  | 340  | 304  | 274  | 301  | 300  | 299  | 286  |
|               | 1869 | 1900 | 1921 | 1961 | 1980 | 2011 | 2016 | 2019 | 2021 | 2024 |